# ウォレス・L・リンド (駆逐艦)
|          | |
| 艦歴     | |
| 発注     | |
| 起工     | 1944年2月14日                                                                                      |
| 進水     | 1944年6月14日                                                                                      |
| 就役     | 1944年9月8日                                                                                       |
| 退役     | 1973年12月4日                                                                                      |
| 除籍     | 1973年12月4日                                                                                      |
| その後   | 1973年12月4日に韓国へ移管                                                                          |
| 性能諸元 | |
| 排水量   | 2,200トン                                                                                          |
| 全長     | 376 ft 6 in (114.8 m)                                                                              |
| 全幅     | 40 ft (12.2 m)                                                                                     |
| 吃水     | 15 ft 8 in (4.8 m)                                                                                 |
| 機関     | 2軸推進、60,000 shp (45 MW)                                                                        |
| 最大速   | 34 ノット (63 km/h)                                                                                |
| 航続距離 | 6,500 海里 (12,000 km) 15ノット時                                                                  |
| 乗員     | 士官、兵員336名                                                                                    |
| 兵装     | 38口径5インチ砲6門 40mm対空砲12門 20mm対空砲11門 21インチ魚雷発射管10門 爆雷軌条2軌、爆雷投射機6基 |

ウォレス・L・リンド (USS Wallace L. Lind, DD-703) は、アメリカ海軍の駆逐艦。アレン・M・サムナー級駆逐艦の1隻。艦名は第一次世界大戦で海軍十字章を受章したウォレス・L・リンド大佐に因む。

## 艦歴
ウォレス・L・リンドは1944年2月14日にニュージャージー州カーニーのフェデラル・シップビルディング・アンド・ドライドック社で起工した。1944年6月14日にリンド夫人（リンド大佐の未亡人）によって命名、進水し、1944年9月8日にニューヨーク海軍工廠で艦長G・デメトロポリス中佐の指揮下就役した。 

### 太平洋戦争
就役後ニューヨーク海軍工廠からバミューダに向かい、整調後帰還すると11月2日まで整備が行われた。11月14日にバージニア州ノーフォークを出航し、27日にパナマ運河を通過、12月13日に真珠湾に到着し維持作業および訓練演習に従事した。ウォレス・L・リンドはトレーシー (USS Tracy, DM-19) と共に12月23日にハワイを出航し、空母エンタープライズ (USS Enterprise, CV-6) の護衛としてカロリン諸島のウルシー環礁に向かった。トレーシーは艦隊を離れエニウェトク環礁に向かい、フレーザー (USS Frazier, DD-607) と任務を交代した。
1945年1月5日、ウォレス・L・リンドは第3艦隊司令のウィリアム・ハルゼー提督率いる高速空母任務部隊（後の第38任務部隊）と共に出航した。1945年1月6日にルソン島への爆撃が開始され、続いて台湾、サイゴン、ペスカドア島、香港にも攻撃が行われた。写真偵察機が侵攻に備えて沖縄を調査した。1月23日、ウォレス・L・リンドはルソン島北部から離脱し3日後維持作業のためウルシー環礁に到着した。
ウォレス・L・リンドは1945年2月11日に第58任務部隊に合流した。2月16日に空母艦載機部隊が関東地方への空襲を行い、その日の午後硫黄島の方へ後退、途中航空機部隊は探索を行った。
1945年2月19日、空母部隊は硫黄島上陸支援のため上空援護を行った。これらの作戦は2月25日まで行われ、その後再び東京への空襲が行われた。これらの作戦活動の間、ウォレス・L・リンドは空母部隊の護衛任務を命じられ、郵便物の輸送と兵員輸送の支援を行った。
ウォレス・L・リンドが所属する駆逐艦部隊は2月27日に本州から離れ沖縄に向かい、4日後に到着した。3月1日には沖縄および南大東島への空襲を行う航空機部隊の護衛を担当した。航空機部隊が帰還すると、任務部隊はウルシー環礁へと向かった。
定時の維持作業および信頼性試験の後、ウォレス・L・リンドは九州に向けて出航、最初の空襲は3月18日に行われた。数多くの敵機が散発的に現れた。攻撃2日目は九州地方の軍事拠点に対して攻撃が行われた、同様に紀伊水道において敵の掃討が行われた。2機の日本軍機が接近したが、ウォレス・L・リンドは砲撃を行い、2機とも破壊した。
ウォレス・L・リンドは3月19日に同海域を離脱した。3月28日、一時的に南大東島への艦砲射撃を行う部隊に加わる。翌日、九州の飛行場に対して攻撃が行われた。ウォレス・L・リンドは2発の浮遊機雷を爆破し、その後間もなく1機の敵雷撃機を撃墜した。南方への後退の途中、ウォレス・L・リンドは奄美群島に対して攻撃を行った。
1945年3月30日および31日、上陸に先立った空襲が沖縄に対して行われた。同海域での作戦活動は奄美群島への断続的な攻撃と、燃料補給および弾薬補給など、4月を通して継続した。4月7日の夜明けに偵察機が1隻の戦艦（後に大和と確認される）、1隻の軽巡洋艦（矢矧）、8隻の駆逐艦から成る日本艦隊の確認を報告する。アメリカ海軍の3つの任務群の利用できる全ての航空機合計380機が攻撃のため発進した。部隊は大和、矢矧、駆逐艦3隻を撃沈した。4月の間にウォレス・L・リンドは敵機2機を破壊し、3機の撃退を支援した。
5月は沖縄諸島、九州、奄美大島、喜界島海域に対する攻撃参加に費やされた。ウォレス・L・リンドは空母部隊の護衛から撃墜された飛行士の救助など様々な任務に従事した。これらの作戦活動の間に、日本の特攻機が第58任務部隊に突入、エンタープライズとバンカー・ヒル (USS Bunker Hill, CV-17) を襲った。ウォレス・L・リンドは艦砲射撃に一度参加し、3つの浮遊機雷を爆破、日本軍機3機を撃墜し2機の破壊を支援した。
3月14日に始まった沖縄を巡る戦闘は終了し、ウォレス・L・リンドは第58任務部隊と共にウルシー環礁を出航、沖縄占領を支援した。6月1日にフィリピンのサンペドロ湾に到着し、修理整備のためディキシー (USS Dixie, AD-14) の横に停泊、作業は6月12日まで続けられた。6月の残りは様々な訓練演習に費やされ、艦は即応体勢を維持した。
1945年7月1日、ウォレス・L・リンドは第62駆逐戦隊と共にサンペドロ湾を出航し、第38.3任務群に対して対潜護衛の支援を行った。9日後、本州東岸沖に到着し、任務群は関東平野に対する空襲を開始した。ウォレス・L・リンドはピケット・ステーション任務に配属され、任務群間の通信管制を担当した。1945年7月14日、本州東岸および本州北部から北海道にかけての標的に対する攻撃に加わる。
小笠原諸島東方で燃料補給を行った後、ウォレス・L・リンドは作戦海域の九州東岸に7月24日に戻った。その後呉への攻撃時にはピケット艦としての任務に従事した。7月30日、任務部隊は東京から名古屋にかけての航空施設に攻撃を行う。翌日ウォレス・L・リンドは補給のため南に後退した。8月8日、本州北部から北海道にかけての空襲が行われる。1945年8月15日、ウォレス・L・リンドは終戦の知らせを受ける。任務部隊は東京の南東部に移動、終戦にもかかわらず攻撃を継続する日本軍機がいた場合の予防措置を執った。

### 大戦後
9月1日にウォレス・L・リンドはシャングリラ (USS Shangri-La, CV-38) に同行し、ジョン・H・タワーズ中将とそのスタッフがウォレス・L・リンドに乗艦、彼らを東京湾で行われる降伏式典に送り届けた。タワーズ中将は中将旗をシャングリラからウォレス・L・リンドに移し、翌日の式典終了後、シャングリラに戻った。
日本占領任務に関連して航空警戒および探索に参加し、9月21日にエニウェトク環礁に向けて出航する。10月6日までオーバーホールを行い、10月の残りは東京湾での維持作業および訓練演習に費やされた。
ウォレス・L・リンドとジョン・W・ウィークス (USS John W. Weeks, DD-701) は10月31日に東京湾を出航し佐世保に向かった。1945年の最後の月は佐世保と沖縄間での作戦活動に費やす。ウォレス・L・リンドは1946年1月5日にエニウェトク環礁で停泊し、その後帰国の途に就く。真珠湾とサンフランシスコ、パナマ運河を経由して母港のノーフォークには2月19日に到着した。
3月9日から4月26日までウォレス・L・リンドはメイン州のカスコ湾で駆逐艦母艦による整備と訓練の期間を過ごす。その後サウスカロライナ州チャールストンへ向かい、信頼性試験の後ジョン・W・ウィークスと共に作戦活動に従事し、7月12日に新たな母港のニューオーリンズに向かった。その後カリブ海で海軍予備役兵の訓練巡航を行う。この活動は続く数年間のウォレス・L・リンドの活動を特徴づけることとなった。
1949年1月7日にウォレス・L・リンドはノーフォークに帰還し、同地を拠点として9月6日まで活動した。翌9月7日、第89任務部隊とともに地中海へ向けて出航、1950年1月26日まで地中海に展開し、その後ノーフォークに帰還した。

### 朝鮮戦争
1950年の大半はカリブ海での訓練および巡航に費やされた。9月6日、朝鮮戦争の作戦活動に参加するため極東に向けて出航する。10月13日に韓国沖に到着、元山港付近を行動の中心として包囲任務に当たり、しばしば海上封鎖パトロールと城津および興南付近に対する艦砲射撃を行った。
12月17日から24日まで、地上部隊支援に参加する。この支援艦隊は限定された地域に投入された史上最も強力な海軍部隊とされた。艦隊は最終撤退を行う地上部隊を支援するため興南の防衛を担当した。
1951年1月を通して、ウォレス・L・リンドは朝鮮半島東方封鎖グループの1隻として、艦砲射撃および掃海任務に従事した。
2月は特別情報収集任務に従事し、沿岸への砲撃、火力支援および江陵での護衛任務、また元山、Chahoおよび清津への情報収集部隊の上陸支援を行う。ウォレス・L・リンドは情報収集部隊の対象標的に対して多くの支援砲撃を行った。2月20日にはオズボーン (USS Ozbourn, DD-846) 、チャールズ・S・スペリー (USS Charles S. Sperry, DD-697) と共に元山港で不時着した飛行士の救助に関わった。3隻が救助活動を試みる間、沿岸砲台が砲撃を行ったが、ウォレス・L・リンドはそれらに対して応戦した。
1951年3月15日、元山地区に対して7隻の艦艇が砲撃を行い、敵の死傷者が約6,000名生じたことが報告された。午後には沿岸砲台から湾内の艦艇に対する砲撃が行われ、駆逐艦からは直ちに反撃の砲撃が行われた、沿岸砲台は砲撃を受け、半島ではいくつかの爆発が生じた。3月17日、ウォレス・L・リンドは元山南部から海岸沿いに独自に哨戒した。高城に対して砲撃を行い、Suwon Dan 灯台南に位置する、偽装された沿岸砲台を沈黙させた。
1951年4月7日、ウォレス・L・リンドは第74特別任務部隊の1隻として駆逐艦マッセイ (USS Massey, DD-778) 、護衛駆逐艦ベゴー (USS Begor, APD-127) 、揚陸艦フォート・マリオン (USS Fort Marion, LSD-22) 、重巡洋艦セントポール (USS Saint Paul, CA-73) と共に、イギリス海兵隊第41独立コマンド部隊250名が行う鉄道、トンネルに対する攻撃の支援を担当した。攻撃は成功し、敵の補給は遅延することとなった。共産主義者たちは鉄路の補修を強いられ、日中は作業員と機関車をトンネルに隠し、夜間に鉄道施設の修理を行った。

### 戦後
ウォレス・L・リンドは1951年5月9日に韓国を離れ、横須賀およびミッドウェー島を経由して10日後に真珠湾に到着した。その後パナマ運河を通過し、6月9日にノーフォークに到着した。
ニューヨークへの短期巡航の後、ウォレス・L・リンドは地中海配備のため1952年8月26日にノーフォークを出航した。配備の後1953年2月4日にノーフォークに帰還、母港で数か月を過ごす。11月19日、再教育訓練のためグアンタナモ湾に向けて出航し、休暇シーズンを過ごすため12月14日にノーフォークに帰還した。1954年1月4日にグアンタナモ湾地域に戻り、月末まで同湾で過ごす、1月31日にノーフォークに帰還、5月10日まで過ごし、翌5月11日に出航、大西洋中部での作戦活動に従事し9日後に母港に帰還した。6月1日、フロリダ州キーウェストに向けて出航、キーウェスト沖およびホンジュラス湾で6月25日まで活動し、ノーフォークに帰還すると9月7日まで過ごした。大西洋中部への短期巡航の後、ウォレス・L・リンドは大西洋横断に出航する。
9月22日、ポルトガルのリスボンに到着する。5日間の滞在後、ウォレス・L・リンドは帰路に就き途中バミューダに停泊した後10月8日にノーフォークに帰還した。10月20日から29日まで「Lant-flex 1-55」作戦に参加する。11月1日、ノーフォークに帰還すると1955年5月1日まで過ごした。
1955年5月2日、ウォレス・L・リンドはヨーロッパ諸国への巡航を始める。その中にはイギリス、スコットランド、フランス、西ドイツ、ポルトガルおよびアイスランドのレイキャビクが含まれた。西ドイツではキール運河を通過し、インターナショナル・セイリング・レガッタに参加した。8月19日にノーフォークに帰還し、その後10月10日にペンシルベニア州フィラデルフィアに向かい拡張オーバーホールを受ける。作業は1956年2月12日に完了した。
その後母港に帰還し、数週間後グアンタナモ湾に向けて出航、様々な訓練演習に従事し、1956年3月23日に訓練は終了した。3月27日、ノーフォークに帰還、バージニア岬沖から北はニューヨークまでの海域で作戦活動に従事する。6月21日にノーフォークに帰還し、およそ1か月間母港に留まった。
1956年7月28日、ウォレス・L・リンドは中東へ向けて出航、スエズ危機で緊張の高まった同地域からアメリカ市民を救助する部隊の護衛を担当した。ポートサイドおよびスエズ運河には8月13日に到着し、続く2か月間、サウジアラビア、イラン、イラク、エチオピアの港を訪問、イエメンのアデンを訪れた後9月14日に出航し、ナポリ、カンヌ、マルタ島を訪問した。10月15日にギリシャのファーレロン湾に到着し、10月27日まで留まった後帰国の途に就いた。12月4日にノーフォークに帰還し、その後1957年2月2日まで留まる。
ノーフォークを出航すると、2月5日にプエルトリコのサンフアン沖の活動海域に到着した。2月11日まで演習を行い、ジャマイカのキングストン、グアンタナモ湾に向かい、ノーフォークに3月7日帰還する。その後東海岸沿いに活動し、6月25日にノーフォークを出航、中東配備に向かった。任務の後11月20日にノーフォークに帰還し、1958年1月4日まで留まった。
1958年1月6日、ウォレス・L・リンドは1か月間の演習のためカリブ海に向かった。2月7日にノーフォークに帰還、1週間後ノーフォーク海軍造船所に入渠し3か月のオーバーホールを行う。5月27日、基地に戻りその後グアンタナモ湾に向かい、7月18日まで回復訓練を行った。
ノーフォークに帰還すると、ウォレス・L・リンドは10月24日まで沿岸での活動に従事し、その後第6艦隊と共に地中海に展開した。11月5日にスペインのバルセロナに到着、その後中東に向かいスエズ運河、紅海、アデン湾、ペルシャ湾で停泊した。1959年1月14日、イタリアのリボルノに到着し、イタリアとスペイン間での活動で巡航の残りを費やした。フランスのカンヌで短期間停泊し、その後帰路に就く。1959年4月8日にノーフォークに到着し、定時の訓練および活動を再開、7月にノーフォーク海軍造船所に入渠し、臨時の改装が行われた。その年の残りは母港を拠点として活動し、フロリダ州メイポートとロードアイランド州ナラガンセット湾への巡航で大西洋艦隊対潜水艦戦司令部の指揮下、対潜哨戒部隊の対潜水艦戦訓練支援を行った。
ウォレス・L・リンドは海軍予備役兵訓練部隊の訓練生27名を乗艦させ、1960年6月29日までその訓練を担当した。6週間の巡航で対潜水艦戦闘能力を示し、ノバスコシア州ハリファックス、ニューヨークに停泊した。
8月と9月を通してウォレス・L・リンドは北大西洋においてNATOの演習に備えた。9月6日にノーフォークを出航、4週間をNATO軍部隊と共に過ごした。この巡航において北極圏を横断した。
10月20日にノーフォークに帰還すると、ウォレス・L・リンドは12月まで定時の訓練および雑多な任務に忙殺され、その後対潜水艦戦部隊での短期任務のために大西洋艦隊対潜水艦戦司令部に再合流した。
新たな年である1961年は大西洋艦隊対潜水艦戦司令部と共に海上で迎える。2月13日にカリブ海へ向けて出航、「スプリングボード61」作戦に参加し、ノーフォークに帰還すると沿岸での活動に従事、5月26日に維持作業に入った。
1961年6月1日、駆逐艦母艦による信頼性確認作業は、第2艦隊の他の部隊と共にドミニカ共和国へ向かえという命令のため中断された。空母任務部隊との3週間におよぶ作戦活動および対潜水艦戦訓練、沿岸砲撃訓練の後、ドミニカにおける緊張は緩和し、ウォレス・L・リンドは6月20日にノーフォークに帰還した。
ウォレス・L・リンドは6月23日から7月7日までニューポートで砲撃訓練艦としての任務に従事し、その後海軍兵学校の士官候補生の夏季巡航に従事、7月17日から27日まで演習「Lantflex 2-61」に参加した。
1961年8月11日から9月22日までウォレス・L・リンドはマーキュリー計画に参加、カナリア諸島のちょうど南の海域に割り当てられた。9月22日にノーフォークに帰還し、10月1日まで維持作業が行われた。
10月16日、艦隊近代化計画 (Fleet Rehabilitation and Modernization, FRAM) 前の信頼性確認作業を開始する。1か月後に FRAM II 改修が始められた。このオーバーホールでは、上部構造後部の新造および近代化された戦闘指揮所、艦の大半の機械部分、兵装、生活宿泊設備の改修および近代化が行われた。兵装システムの変更では以前装備されたヘッジホッグ・マウントに加えて艦中央部に新たな魚雷ラックが装着された。後部魚雷デッキの直後には搭載機ハンガーと飛行デッキが新造され、QH-50 DASHの運用が可能となった。また、各深度ソナー索具が装備され、様々な深度での潜水艦探索が可能となった。
ウォレス・L・リンドは1962年8月25日に航海準備が完了した。9月7日に回復訓練のためグアンタナモ湾に到着する。10月17日に作戦即応性検査を完了しグアンタナモ湾を出航、クレブラ島に向かい、続いてキーウェストに向かった。しかしながらフロリダへの途中にキューバ危機が発生する。ウォレス・L・リンドは10月21日にグアンタナモ湾に戻った。差し迫った問題が解決し、ウォレス・L・リンドは11月28日にノーフォークに帰還、維持作業に入り、DASH 運用のための最終準備が行われた。
1963年3月にキーウェストで艦隊ソナー学校の訓練艦として2週間の任務に従事し、ニューファンドランドのアージェンティア海軍基地を訪問した。この北への巡航は原子力潜水艦スレッシャー (USS Thresher, SSN-593) の事故によって中断された。ウォレス・L・リンドは現場海域付近にあり、スレッシャーの探索に参加した。
ウォレス・L・リンドは5月にその年の競技演習を完了し、6月はロケットおよびミサイルの発射訓練に忙殺された。その後、ケープケネディ沖での原子力潜水艦ラファイエット (USS Lafayette, SSBN-616) によるポラリスミサイル発射訓練に参加する。この期間、ウォレス・L・リンドは発射試験のオブザーバーとして大西洋艦隊司令官および大西洋艦隊潜水戦隊司令官を乗艦させた。また、国防長官と海軍長官、統合参謀本部議長も乗艦した。1963年7月には大西洋艦隊における初の DASH 運用駆逐艦としての公試を行った。
1963年11月にウォレス・L・リンドは大西洋艦隊対潜水艦戦司令部隷下の作戦運用部隊に加わり、ナラガンセット湾海域でアメリカヘリコプター協会に対する対潜水艦戦デモンストレーションに参加した。ブラボー任務群との対潜水艦戦活動の間、ウォレス・L・リンドは対潜水艦戦活動において高速原子力潜水艦と行動し、自身が「HUK Team」としての即応性が完了していることを証明した。
1964年1月にクリスマス休暇と維持期間を完了すると、ウォレス・L・リンドはカリブ海での対潜哨戒防御作戦への参加と、「スプリングボード」作戦への参加のため出航する。3月初めにジェミニ/アポロ計画に特別計画艦として参加した。宇宙カプセル回収のため艦の扇形艦尾部分に大型クレーンが取り付けられ、NASA職員と共にカプセル原寸模型の回収試験を行った。
4月から5月にかけては、対潜水艦戦活動のためブラボー任務群に加わった。4月には大型艦隊演習「クイックキック」作戦に参加する。ニューポート・ニューズ造船所において外装および艦底部の信頼性確認作業を経て、7月は地中海配備に備えての活動に費やされた。
1964年8月3日、ウォレス・L・リンドは第22駆逐艦隊司令官メイロン・T・スコット大佐の旗艦として地中海に向けて出航した。高速空母任務部隊の一部として訓練に参加し、様々な港を訪問、住民との親善を深めた。休暇と維持期間の後、ノーフォークにはクリスマス3日前に帰還した。
ウォレス・L・リンドはノーフォークの海軍駆逐艦・潜水艦埠頭に1月25日まで係留され、その後出航、独自に訓練を行う。1月29日にプエルトリコ、サンフアンの海軍基地に停泊し、2月8日までサンフアン沿岸での活動に従事した。2月13日にノーフォークに到着し、3月後半まで停泊、その後燃料と弾薬を補給した。3月31日にノーフォーク海軍造船所に戻り、定期のオーバーホールが5月まで行われた。1965年6月28日、バージニア岬沖の作戦海域において2日間におよぶ公試を行う。その後ノーフォークに帰還し、ほぼ1か月間留まった。
7月23日、フロリダ州キーウェストへ向けて出航する。様々な対空、対潜戦闘演習を行い、ポートエバーグレーズでその月を終えた。8月5日にメイポートに到着、4日後にキューバのグアンタナモ湾に向けて出航、8月12日に到着した。
オーバーホール後の公試と整調を成功裡に完了し、ウォレス・L・リンドは9月25日にグアンタナモ湾を出航した。クレブラ島およびルーズベルト・ローズ、セント・トーマス島のシャーロット・アマリーに寄港し、1965年10月1日にノーフォークに帰還した。10月25日に出航、ジャクソンビルの作戦海域で演習を終えた。
ウォレス・L・リンドは11月5日にノーフォークに帰還し、大西洋を越えた配備の準備に入り、11月27日に出航した。12月8日にジブラルタルに寄港、続いてイタリアのリボルノとナポリを訪問した。
1966年の新年をウォレス・L・リンドはナポリで過ごす。同港は地中海巡航で2番目に訪問した都市であった。イタリア、フランス、スペインの港を拠点として活動し、1月17日に発生したパロマレス米軍機墜落事故で行方不明となった核爆弾の捜索に2週間参加した。3月9日にはコルシカ島のサンタ・モンツァで行われたアメリカ、スペイン両軍の協同揚陸演習に参加した。3月16日に帰国の途に就き、10日後にノーフォークに帰還した。
4月18日から5月6日までウォレス・L・リンドは第2駆逐戦隊の他の部隊および3隻の西ドイツ海軍駆逐艦と共に対潜作戦に従事した。その後グアンタナモ湾でワスプ (USS Wasp, CVS-18) と合流し活動する。ノーフォークに帰還すると、ほぼ1か月間を同港で過ごす。6月から9月にかけてキーウェストの艦隊ソナー学校で訓練艦任務に従事し、海軍兵学校生の夏の巡航を行った。
9月7日、ウォレス・L・リンドはフロリダ沖のジェミニ回収ステーションに向かう。ジェミニ2号の緊急回収を担当したが、任務は中止された。その年の残りは様々な対潜演習に参加し、その中には「Aswex V」も含まれたが、これはエセックス (USS Essex, CV-9) とノーチラス (USS Nautilus, SSN-571) の衝突事故によって早期終了した。その後、地中海配備に備えたオーバーホールが行われた。
1967年1月10日、ウォレス・L・リンドは海軍駆逐艦・潜水艦埠頭を出航、地中海への巡航を始めた。東への巡航の間、対潜哨戒訓練において独特の経験をする。演習のハイライトは25時間の連続追跡の後に訪れた。ウォレス・L・リンドは他国海軍と協同して1月21日にジブラルタル海峡沖合でソ連のフォックストロット級潜水艦を浮上させた。
イタリア、スペイン、フランスの港を訪問した後、3月20日にナポリを出航しNATOの共同演習「ダウン・クリアー67」に参加する。その後もスペイン海軍と協同で「Spanex 1-67」に参加し、フランス海軍と共に「フェアー・ゲーム V」作戦に参加した。5月11日に帰国の途に就き、5月20日にノーフォークに到着した。
定時の訓練を数週間行った後、ウォレス・L・リンドは7月、8月、9月を対潜演習「Fixwex Golf 67」、東海岸への模擬攻撃を行うNATOの演習「ラッシュアウト」などの様々な演習や、補修期間で過ごした。10月3日、ボストン海軍工廠に到着し、可変深度ソナーに代えて特別聴音機器が装着された。作業が終わるとバハマに向けて出航、「Fixwex I」に参加し、潜水艦や任務部隊の雑音を測定する演習を行った。1967年の残りは信頼性試験と維持作業で費やされた。この期間に特別聴音機器は取り外され、元通りの構成に戻された。

### ベトナム戦争
1968年1月にウォレス・L・リンドはカリブ海で「スプリングボード」作戦に参加した。作戦は2月6日に完了し、ノーフォークへの帰還と同時に大西洋艦隊潜水艦部隊への支援を行う。その後は信頼性か確認と配備準備の期間が続いた。
4月9日、ノーフォークを出航しパナマ運河を経由、西太平洋への8か月間の配備に向かう。真珠湾とグアムで停泊後、5月20日にフィリピンのスービック湾に到着し、その5日後にトンキン湾へ向けて出航、空母アメリカ (USS America, CVA-66) の護衛任務に向かう。到着と同時にウォレス・L・リンドはタイコンデロガ (USS Ticonderoga, CVA-14) のための護衛指揮艦および航空護衛艦の任に就き、加えてエンタープライズ (USS Enterprise, CVAN-65) の航空護衛も担当した。7月1日の短い休暇の後、トンキン湾のステーションに戻りボノム・リシャール (USS Bon Homme Richard, CVA-31) の航空護衛としてスタイネーカー (USS Steinaker, DD-863) と任務を交代、南西部の対空ピケット艦任務に就き、続いて再びタイコンデロガを護衛した。
7月17日から10月9日までウォレス・L・リンドはDMZ沖の砲撃ラインで3度の砲撃任務に従事する。この期間にスービック湾と香港を訪問している。10月9日に砲撃ラインを離れ、横須賀に寄港した後太平洋を越えて帰還する準備を始める。11月27日にノーフォークに帰還し、その年の残りは休暇および維持作業、配備後の修理に費やされた。
1969年は大半をメンテナンスと訓練に費やした。1月27日にノーフォーク海軍造船所に入渠、定期オーバーホールを行い、作業は6月10日に完了した。その後1か月をノーフォークで過ごし、「Project X-SI」の準備を行う。7月24日にサンフアンに向けて出航、新型機材の試験を行う。ノーフォークに帰還すると、最終評価が8月14日に行われた。9月17日、グアンタナモ湾に到着し、11月20日まで回復訓練を行う。10月に母港が真珠湾に変更され、1970年1月1日に移動した。
1970年1月と2月はバージニア岬からフロリダ沖での活動に従事する。3月8日にノーフォークに帰還し、母艦での信頼性確認作業が行われた。一連の作業遅延、拡張オーバーホールおよび配備準備の後、ウォレス・L・リンドはパナマ運河を通過しサンディエゴを経由して4月18日にハワイへ到着した。
5月と6月を通してウォレス・L・リンドは砲撃艦としての承認を受け、対潜哨戒および対空戦闘演習の「Comtuex」に参加する。その後、海上自衛隊の潜水艦みちしお (JMSDF　Michishio, SS-564) と共同で対潜演習を行う。これは6月19日から26日にかけて行われるアメリカ海軍、海上自衛隊およびイギリス連邦軍の共同対潜演習「Aswex 1-70」に備えたものであった。その後ウォレス・L・リンドは信頼性確認作業期間に入った。
1970年8月12日、真珠湾を出航し西太平洋配備に向かう。8月27日、定時訓練のためスービック湾に到着し、第252駆逐艦隊司令部を乗艦させる。その後空母アメリカと共に巡航し、航空機護衛艦としての任務に従事する。9月14日から17日にかけてトンキン湾での演習「ビーコン・タワー」に参加した。9月21日、沖縄に到着し給油を行い、ビーチジャンパーズを乗艦させた。2日後に再びアメリカと巡航し、日本海での作戦活動に従事する。その後横須賀および佐世保での維持作業を行い、第252駆逐艦隊司令部を下艦させた。
10月19日、ウォレス・L・リンドは3名の海上自衛隊士官をオブザーバーとして乗艦させ、10月22日に始まる1週間の演習「ASWEX 5-70」に参加する。横須賀に到着すると維持作業を行い、11月9日に台湾に向けて出航した。台湾での短期哨戒の後、11月16日にスービック湾に到着し、その後演習「FIREX」に参加、台風回避演習を行った。
11月28日、ウォレス・L・リンドは南ベトナムの砲撃ラインに到着した。12月12日まで作戦活動に従事し、香港に向けて出航した。2日後香港に到着し、SOPAとしてヴァーノン・カウンティ (USS Vernon County, LST-1161) と交代した。
ウォレス・L・リンドは1971年1月5日に香港を出航した。キティホーク (USS Kitty Hawk, CVA-63) 、ウェインライト (USS Wainwright, DLG-28) 、シカゴ (USS Chicago, CLG-11) 、ホリスター (USS Hollister, DD-788) およびレンジャー (USS Ranger, CVA-61) と共に巡航し、交代で航空護衛任務に従事して1か月を過ごす。2月4日、南ベトナム沖での揚陸作戦に参加し、2月11日に単独でスービック湾に移動、真珠湾への帰還準備に入る。ウォレス・L・リンドは2月26日の朝にハワイに到着した。
3月から4月にかけて乗員たちは休暇を楽しみ、艦はいくつかの修理が行われた。5月と6月にはハワイの活動海域において様々な演習を行った。7月27日にウォレス・L・リンドは真珠湾を出航、新たな母港のオレゴン州ポートランドに向かう。8月4日に到着すると予備役兵訓練艦として新たな任務に就く。8月31日までに海軍予備役部隊に移管され、9月10日までワシントン＝オレゴン間の沿岸を巡航した。1か月後、サンディエゴで母艦による修理作業が行われ、1か月後にポートランドに帰還、スワン島で係留されその年の残りを過ごした。
1972年は1月から3月までポートランドでの修理に費やされた。3月25日に出航し、ワシントン州沖合での砲術訓練を行う。その後サンフランシスコに向かい、装備を行った後ポートランドに戻った。4月6日にシアトルに向けて出航、続く8か月間で同様の巡航を6度行う。ワシントンではタコマで行われたダフォディル・フェスティバルに参加した。海軍予備役兵の訓練巡航で真珠湾に向かい、6月24日に到着する。8月にはアラスカ州ジュノーに向けて出航し、ジュノー・サーモンダービーに参加した。その後コロンビア川を通過し、アストリア・レガッタフェスティバルに参加する。9月、ウォレス・L・リンドの海での活動はブリティッシュコロンビア州エスクワイモルトへ訓練のため選抜された予備役兵を乗せて行った3日間の巡航のみであった。10月24日、サンディエゴに向けて出航し3週間の信頼性確認作業を受ける。11月18日にウォレス・L・リンドは母港のポートランドに向けて出航し、その年の残りを母港で過ごした。
ウォレス・L・リンドの現役最後の年は、予備役兵訓練艦の任務と共に、新兵勧誘任務に費やされた。1973年1月9日から25日までポートランドで信頼性確認作業が行われ、いくつかの船体の問題が発見されたため乾ドック入りが必要となった。2月12日に入渠し、9日間の作業が行われた。ワシントン州バンゴールで再武装が行われ、南へ向けて出航、3月1日にサンディエゴに到着した。3日間、沿岸での活動を行った後、ジェームズ・C・オーエンス (USS James C. Owens, DD-776) と共にメキシコのマサトランへ巡航する。
ウォレス・L・リンドは3月17日にサンディエゴに帰還し、予備役兵を乗せて短期の巡航を行う。4月26日にアラスカ州アンカレッジに向けて出航、入隊勧誘運動に参加、その中には艦の公開および「Go Navy」巡航も含まれた。5月に最後の海軍調査委員会による検査を終えた後母港に係留され、続いて7月4日の建国記念日を宿がするためワシントン州バンクーバーに向かった。
8月1日にウォレス・L・リンドはポートランドを出航しハワイに向かう。しかしながら2日後、サンフランシスコ沖で機関故障を生じ、サンフランシスコに入港した。8月17日にサンフランシスコを出港し、ポートランドに帰還した。

### 韓国海軍で
9月25日、ウォレス・L・リンドはなじみのコロンビア灯台船を通過し、サンディエゴへの最後の巡航を行った。週末を巡航で費やし、10月1日に海軍補給地へ移動する。その後軍事援助プログラムに基づき退役および韓国海軍への移管の準備が始められた。韓国海軍の士官および兵の第一陣派遣団は11月16日に到着し、その後第二陣が11月29日および30日に到着した。ウォレス・L・リンドはアメリカ海軍を1973年12月4日に退役、同日除籍され公式に韓国に移管された。韓国海軍では大邱 (ROKS Dae Gu, DD-917) の艦名で就役する。大邱は1994年に除籍され、スクラップとして廃棄された。
ウォレス・L・リンドは第二次世界大戦の戦功で4個の、朝鮮戦争の戦功で4個の、ベトナム戦争の戦功で3個の従軍星章を受章した。